# J. Kenneth Campbell
J. Kenneth Campbell (Flushing, 22 luglio 1947) è un attore statunitense. Ha interpretato più di 80 ruoli per il cinema e la televisione.

## Filmografia

### Cinema
- Tiro incrociato (Love and Bullets), regia di Stuart Rosenberg (1979)
- Changeling (The Changeling), regia di Peter Medak (1980)
- L'angelo vendicatore (Sudden Death), regia di Sig Shore (1985)
- Il sopravvissuto (The Survivalist), regia di Sig Shore (1987)
- Waxwork - Benvenuti al museo delle cere (Waxwork), regia di Anthony Hickox (1988)
- Un uomo innocente (An Innocent Man), regia di Peter Yates (1989)
- The Abyss, regia di James Cameron (1989)
- Punto d'impatto (The Last of the Finest), regia di John Mackenzie (1990)
- L'ultimo attacco (Flight of the Intruder), regia di John Milius (1991)
- Fermati, o mamma spara (Stop! Or My Mom Will Shoot), regia di Roger Spottiswoode (1992)
- L'ultimo inganno (Deadfall), regia di Christopher Coppola (1993)
- Interceptor, regia di Michael Cohn (1993)
- Cobb, regia di Ron Shelton (1994)
- Mars Attacks!, regia di Tim Burton (1996)
- L'oro di Ulisse (Ulee's Gold), regia di Víctor Núñez (1997)
- Turbulence - La paura è nell'aria (Turbulence), regia di Robert Butler (1997)
- Bulworth - Il senatore (Bulworth), regia di Warren Beatty (1998)
- Da ladro a poliziotto (Blue Streak), regia di Les Mayfield (1999)
- Sonic Impact, regia di Rodney McDonald (2000)
- Sfida sul Mar Nero (U.S. Seals), regia di Yossi Wein (2001)
- I gattoni (Tomcats), regia di Gregory Poirier (2001)
- Free, regia di Andrew Avery (2001)
- Danni collaterali (Collateral Damage), regia di Andrew Davis (2002)
- Indovina chi (Guess Who), regia di Kevin Rodney Sullivan (2005)
- The Butcher's Daughter, regia di Daniel Casey - cortometraggio (2008)
- Denial, Anger, Bargaining, Depression, Acceptance, regia di David J. Wally - cortometraggio (2008)
- The Only Good Indian, regia di Kevin Willmott (2009)

### Televisione
- Mod Squad, i ragazzi di Greer (The Mod Squad) - serie TV, 1 episodio (1970)
- A tutte le auto della polizia (The Rookies) - serie TV, 1 episodio (1973)
- La squadriglia delle pecore nere (Baa Baa Black Sheep) - serie TV, 1 episodio (1977)
- Wonder Woman - serie TV, 1 episodio (1977)
- S.O.S. Miami Airport (Crash), regia di Barry Shear - film TV (1978)
- Lou Grant - serie TV, 1 episodio (1978)
- Cops and Robin - film TV (1978)
- Destini (Another World) - soap opera, 1 puntata (1981-1986)
- Macbeth, regia di Kirk Browning - film TV (1982)
- Kennedy - miniserie TV (1983)
- Chiefs - miniserie TV (1983)
- George Washington - miniserie TV (1984)
- Aspettando il domani (Search for Tomorrow) - soap opera, 1 puntata (1985)
- Perry Mason: Assassinio in diretta (Perry Mason: The Case of the Shooting Star), regia di Ron Satlof - film TV (1986)
- Spenser (Spenser: For Hire) - serie TV, 1 episodio (1986)
- Roanoak - film TV (1986)
- Cin cin (Cheers) - serie TV, 1 episodio (1988)
- China Beach - serie TV, 1 episodio (1988)
- Ricordi di guerra (War and Remembrance) - miniserie TV (1988)
- Favorite Son - miniserie TV (1988)
- Destinazione finale: Madrid (Deadline: Madrid), regia di John Patterson - film TV (1988)
- Buck James - serie TV, 1 episodio (1988)
- Matlock - serie TV, 5 episodi (1988-1995)
- I ragazzi della prateria (The Young Riders) - serie TV, 1 episodio (1989)
- The Big One: The Great Los Angeles Earthquake - film TV (1990)
- Avvocati a Los Angeles (L.A. Law) - serie TV, 2 episodi (1990)
- Johnny Ryan, regia di Robert L. Collins - film TV (1990)
- Agente speciale Kiki Camarena sfida ai narcos (Drug Wars: The Camarena Story) - miniserie TV (1990)
- Palm Springs, operazione amore (P.S.I. Luv U) - serie TV, 1 episodio (1991)
- Lifestories - serie TV, 1 episodio (1991)
- Compito in classe: un delitto perfetto (Murder 101), regia di Bill Condon - film TV (1991)
- Cosmic Slop, regia di Reginald Hudlin - film TV (1994)
- Renegade - serie TV, 2 episodi (1994-1995)
- Alta marea (High Tide) - serie TV, 1 episodio (1996)
- La famiglia Brock (Picket Fences) - serie TV, 1 episodio (1996)
- Night Man - serie TV, 1 episodio (1997)
- Il tocco di un angelo (Touched By an Angel) - serie TV, 1 episodio (1997)
- Beyond Belief: Fact or Fiction - serie TV, 1 episodio (1997)
- Seven Days - serie TV, 2 episodi (1998)
- Incubo in alto mare (Operation Delta Force 2: Mayday), regia di Yossi Wein - film TV (1998)
- Ally McBeal - serie TV, 1 episodio (1998)
- Pensacola - Squadra speciale Top Gun (Pensacola: Wings of Gold) - serie TV, 1 episodio (1998)
- Walker Texas Ranger - serie TV, 1 episodio (1999)
- Michael Landon, the Father I Knew, regia di Michael Landon Jr. - film TV (1999)
- Allen Strange - serie TV, 1 episodio (1999)
- Melrose Place - serie TV, 1 episodio (1999)
- Un detective in corsia (Diagnosis Murder) - serie TV, 1 episodio (2000)
- Angel - serie TV, 1 episodio (2000)
- Streghe (Charmed) - serie TV, 1 episodio (2000)
- The Huntress - serie TV, 3 episodi (2001)
- Codice Matrix (Threat Matrix) - serie TV, 1 episodio (2003)
- The Guardian - serie TV, 1 episodio (2003)
- Frasier - serie TV, 1 episodio (2003)
- Annuncio d'amore (Straight from the Heart), regia di David S. Cass Sr. - film TV (2003)
- Commander in Chief - serie TV, 1 episodio (2005)
- The Whole Truth - serie TV, 1 episodio (2010)

## Doppiatori italiani
Nelle versioni in italiano delle opere in cui ha recitato, J. Kenneth Campbell è stato doppiato da:
- Massimo Lodolo in George Washington, Sfida sul Mar Nero
- Michele Gammino in Fermati, o mamma spara, Danni collaterali
- Luciano Roffi in Un uomo innocente
- Guido Ruberto in Ally McBeal